# Памятник Ковпаку (Котельва)

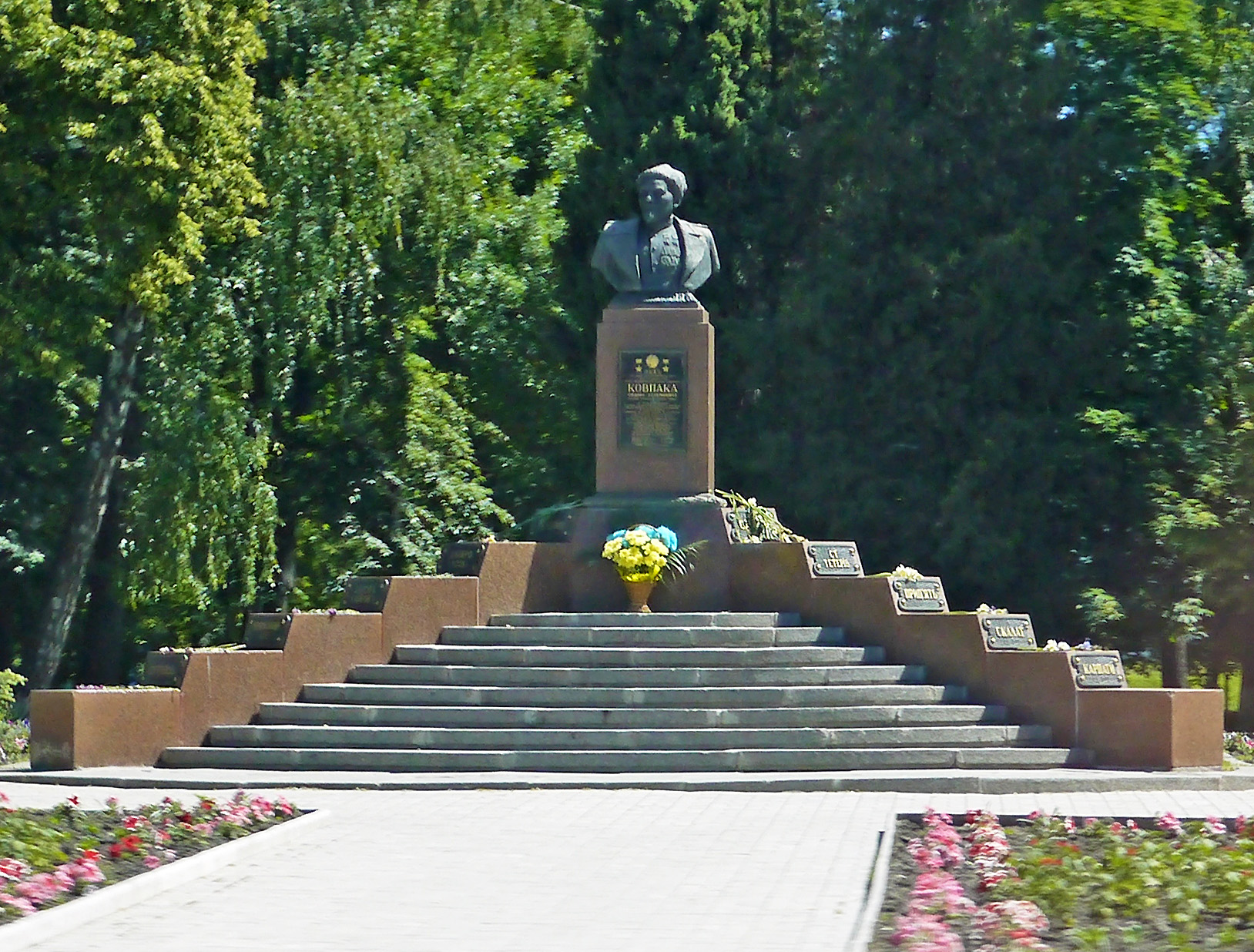
Памятник Ковпаку в Котельва

Памятник Ковпаку — монументальный памятник — бюст дважды Герою Советского Союза руководителю крупнейшего партизанского соединения времен Великой Отечественной войны Сидору Артемович Ковпаку.
Памятник расположен в центре посёлка Котельва, был открыт в 1948 году.
На внушительном постаменте монумента (скульптор К. Диденко, архитектор А. Колесниченко), состоящем из гранитных блоков, установлено 10 бронзовых плит на которых отмечены названия основных этапов рейда партизанского соединения Ковпака от Путивля до Карпат.